# Iacob Felecan
Iacob Felecan (né le 1er mars 1914 en Autriche-Hongrie et mort le 30 novembre 1963) était un footballeur international roumain, qui jouait au poste de défenseur.

## Biographie

### Club
Il jouait en club dans l'équipe du championnat roumain du Victoria Cluj.

### International
Il sera également international avec la Roumanie, et participera à la coupe du monde 1938 en France.